# 하비스트: 매시브 인카운터
《하비스트: 매시브 인카운터》(영어: Harvest: Massive Encounter)는 스웨덴의 Oxeye Game Studio에서 개발하고 배급한 실시간 전략 인디 디펜스 게임이다. 2008년 3월 5일에 출시되었으며 2007년도 Swedish Game Awards에서 2등을 차지하기도 하였다. 스웨덴 게임에서는 드물게 한글화가 되어 있다. 스팀이나 홈페이지에서 구매하여 플레이가 가능하다.

## 공식 점수
IGN에서 10점 만점에 5.5점, FZ에서 5점 만점에 4점을 받았다.

## 플레이
게임에는 노멀, 웨이브, 인세인, 러쉬, 크리에이티브 모드의 5가지의 플레이 모드가 존재한다. 처음에는 모드와 관계없이 2개의 power generator과 3개의 power links를 기본적으로 준다. Power generator에서는 태양열을 이용해 에너지를 생성하여 power links로 넘겨주며 power links는 에너지를 일정 사정거리 내에서 다른 power links나 방어 타워들, 미네랄 채취 기계, 혹은 지어지고 있는 건축물에게 넘겨줄 수 있다. 플레이어는 미네랄을 채취하여 자원을 얻는 동시에 방어 타워를 지어 외계인의 공습을 막아야 한다. 방어 타워에는 사정거리가 짧지만 공격 딜레이가 없는 레이저 타워와 사정거리가 매우 길고 업그레이드가 가능하지만 딜레이가 긴 미사일 타워가 있다.
노멀 모드는 외계인의 난이도가 시간에 따라 점차 높아지며 대신에 난이도마다 조금씩 쉬는 시간이 주어지는 가장 기본적인 모드다. 웨이브 모드는 충분히 방어 타워들을 지은 후에 외계인의 공격 타이밍을 자신이 지정할 수 있고 한번에 굉장히 많은 수의 외계인들이 나온다. 크리에이티브 모드는 일종의 샌드박스 모드로서 돈 무한의 모드를 사용 가능하며 외계인의 침공 시간이나 위치, 개수 등등을 직접 설정할 수 있다.